# Larbi Messari
 (mai 2015).
Si vous disposez d'ouvrages ou d'articles de référence ou si vous connaissez des sites web de qualité traitant du thème abordé ici, merci de compléter l'article en donnant les références utiles à sa vérifiabilité et en les liant à la section « Notes et références ».
Mohammed Larbi Messari (en arabe : محمد العربي المساري), né le 7 juillet 1936 à Tétouan et mort le 25 juillet 2015 à Rabat, est un historien, diplomate, journaliste et homme politique marocain,. 

## Carrière
Larbi Messari a débuté en 1958 sa carrière journalistique à la Radio nationale avant de rejoindre le quotidien arabophone, organe de presse du parti de L'Istiqlal Al Alam, où il va gravir tous les échelons jusqu'à en devenir le directeur en 1982. Historien, diplomate, journaliste, il est hispanophone et spécialiste des relations hispano-marocaines. 
En 1965, il siège au conseil national du parti de l'Istiqlal lors de son 7e congrès et c'est ainsi qu'il devient membre de la commission centrale, avant d'être élu en 1974 au comité exécutif du parti.
Entre 1985 et 1991, il est ambassadeur du Maroc au Brésil.
Entre le 14 mars 1998 et le 6 septembre 2000, il est ministre de la Communication dans le gouvernement d'alternance du Premier ministre Abderrahman Youssoufi.
Il préside ensuite le Syndicat national de la presse marocaine.
Il est membre de l'Union des écrivains du Maroc.
En tant que chef de la commission nationale pour la réforme des codes de la presse et de l'édition, il  préside le comité de professionnels qui a confectionné la charte d'éthique et de déontologie de la Maghreb Arab Presse.

## Œuvres
- Larbi Messari, Notre combat contre le sionisme et l’impérialisme, 1967.
- Larbi Messari, Maroc-Espagne : Le dernier combat, 1974.
- Larbi Messari, Bonjour Démocratie.
- Larbi Messari, Mohammed V : d'un sultan à un roi, 2009.